# Nessuno allo stadio
(Dal testo della canzone)
Nessuno allo stadio è un singolo di Elio e le Storie Tese, pubblicato nel 1994 dalla Aspirine Music.
Il disco è introdotto dalle voci della Gialappa's Band; la seconda traccia, Nessuno allo stadio, composta da Elio e Rocco Tanica, era la sigla del programma Mai dire Mondiali; nel brano si cita la pubblicità del tè Twinings («il calcio è un grande rito, che devi rispettare»); la quarta traccia, Sunset Boulevard, venne utilizzata come sigla per la precedente edizione di Mai dire Gol; la sesta traccia, Ameri, è una parodia della canzone Gli amori di Toto Cutugno, anch'esso citato nel pezzo; questa versione è stata registrata allo Studio Regson di Milano, stesso studio utilizzato per l'album Esco dal mio corpo e ho molta paura; l'ultima traccia, Je faccio bù è cantata in dialetto romanesco dal cantante Fioretto.
Tutte le tracce, eccetto Je faccio bù, sono state ripubblicate all'interno della raccolta Peerla.

## Tracce
1. Intro
2. Nessuno allo stadio
3. Caccamo (intermezzo)
4. Sunset Boulevard
5. Ellenio (intermezzo)
6. Ameri
7. Frengo (intermezzo)
8. Je faccio bù (feat. Fioretto)
9. Outro

## Strike Remix
Successivamente, sempre nel 1994, fu pubblicato Nessuno allo stadio - Strike remix, distribuito sul mercato come 12 pollici; oltre al remix, nel disco sono inclusi Je faccio bù e la "radio edit" di Nessuno allo stadio.

### Tracce
Lato A
1. Nessuno allo stadio (Strike Remix)

Lato B
1. Je faccio bù (feat. Fioretto)
2. Nessuno allo stadio (Radio Version)